# Герб Мадейры
Герб Мадейры, принятый 24 апреля 1991 года, представляет собой дваждырассечённый на лазурь и золото щит, в сердце которого изображён португальский Орден Христа. Лазоревый цвет обозначает морское положение острова, золотой — мягкий климат, благодаря которому процветает экономика острова. Крест призван напоминать о том, что остров был обнаружен членами военного рыцарского ордена, принадлежавшими дому Генриха Мореплавателя: Жуаном Гонсалвешем Зарку и Триштаном Важем Тейшейрой. Крест подчёркивает связь с Португалией.
Щит поддерживают тюлени-монахи, самые крупные млекопитающие, обитающие в прибережных водах, и обнаруженные первыми поселенцами острова. Золотая армиллярная сфера представляет собой эпоху Великих географических открытий, во времена которых португальцы начали заселять остров.
Внизу герба расположен девиз: Das Ilhas as Mais Belas e Livres (Из всех островов, самый красивый и свободный).